# 코트디부아르 요리

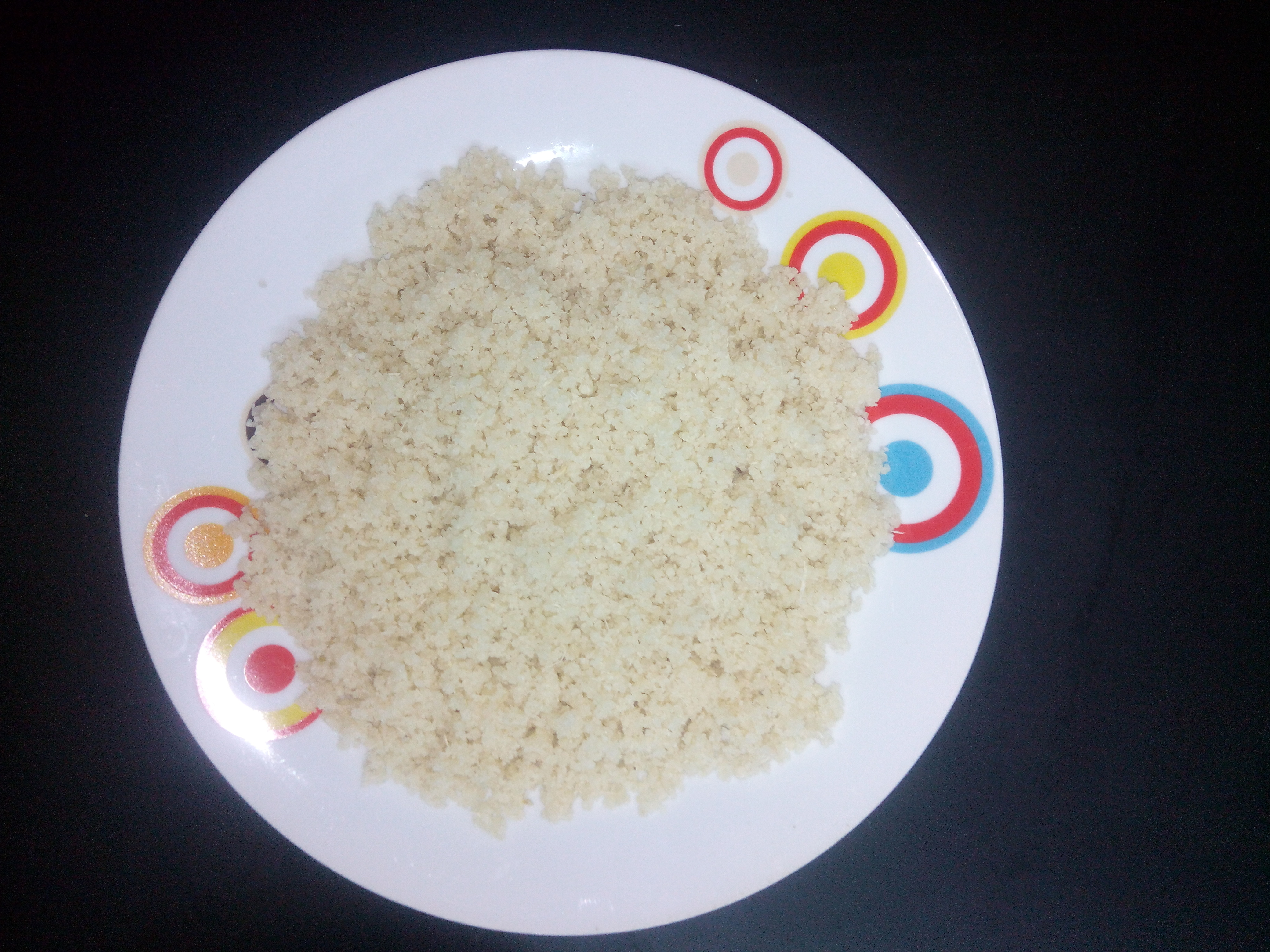
아체케

코트디부아르 요리(Côte d'Ivoire 料理, 프랑스어: cuisine ivoirienne 퀴진 이부아리엔[*])는 서아프리카에 있는 코트디부아르의 요리이다.

## 같이 보기
- 서아프리카 요리